# Karaschor
Karaschor ist eine natürliche Depression im Nordwesten von Turkmenistan, südlich der Sarykamysch-Senke in der Wüste Karakum. Sie ist über 100 km lang, etwa 15 km breit und läuft nach Süd-Südosten spitz zu. Mittig durch die Senke verläuft die Grenze zwischen den Provinzen Balkan und Daşoguz. Die Senke füllt sich saisonal mit Regenwasser. Ihr Hauptzufluss liegt am südwestlichen Ende, wenn der Usboi, der in dieser Gegend Grundwasser sammelt, in die Senke durchbricht. Sie ist dann sumpfig und hat ihre tiefste Stelle im nördlichsten Teil, dem Karakum-See. Der tiefste Punkt liegt bei 28 Metern unter dem Meeresspiegel, das entspricht der Küstenlinie des Kaspischen Meeres.

## See des Goldenen Zeitalters
In der Depression soll der See des Goldenen Zeitalters entstehen, ein 2000 Quadratkilometer großer Binnensee, der Abwasser aus 450.000 Hektar landwirtschaftlich genutzter Fläche (hauptsächlich mit Baumwollanbau) aufnehmen soll, um die weitere Versalzung der Böden zu verhindern. Es gibt zwei Kanalsammler: Der 432 Kilometer lange Daschogus-Sammler von Osten (er folgt etwa zur Hälfte einem ehemaligen Arm des Usboi) und der 720 Kilometer lange Große Turkmenische Sammler, der in der Provinz Lebap beginnt und das Tal des Ungus etwa mittig des Karakums nach Nordwesten hin entwässert, sollen den neuen See innerhalb von vielen Jahren füllen. Baubeginn war unter Präsident Saparmurat Niyazov im Jahr 2000. Seit Juli 2009 strömt Wasser in die Karaschor-Senke.
Es besteht der Verdacht, dass das Wasser, das gefiltert werden soll, trotzdem durch Überdüngung und Pestizide einen giftigen See hinterlassen könnte. Außerdem könnte die verstärkte Verdunstung die Versalzung der Böden befördern statt sie durch die Entwässerung zu verhindern. In diesem Fall befürchten Analysten, dass Turkmenistan noch mehr Wasser aus dem Amudarja ableiten und so Usbekistan von seiner Hauptwasserquelle abschneiden würde. Die betroffenen Bauern hatten das bereits zuvor gefordert.